# 大興駅
大興駅（テフンえき）は大韓民国ソウル特別市麻浦区大興洞にある、ソウル交通公社6号線の駅である。駅番号は625。
西江大前という副駅名がある。

## 歴史
- 2000年12月15日 - ソウル特別市都市鉄道公社（当時）6号線の駅として開業。
- 2017年5月31日 - ソウル特別市都市鉄道公社とソウルメトロが統合され、ソウル交通公社の駅となる。

## 駅構造

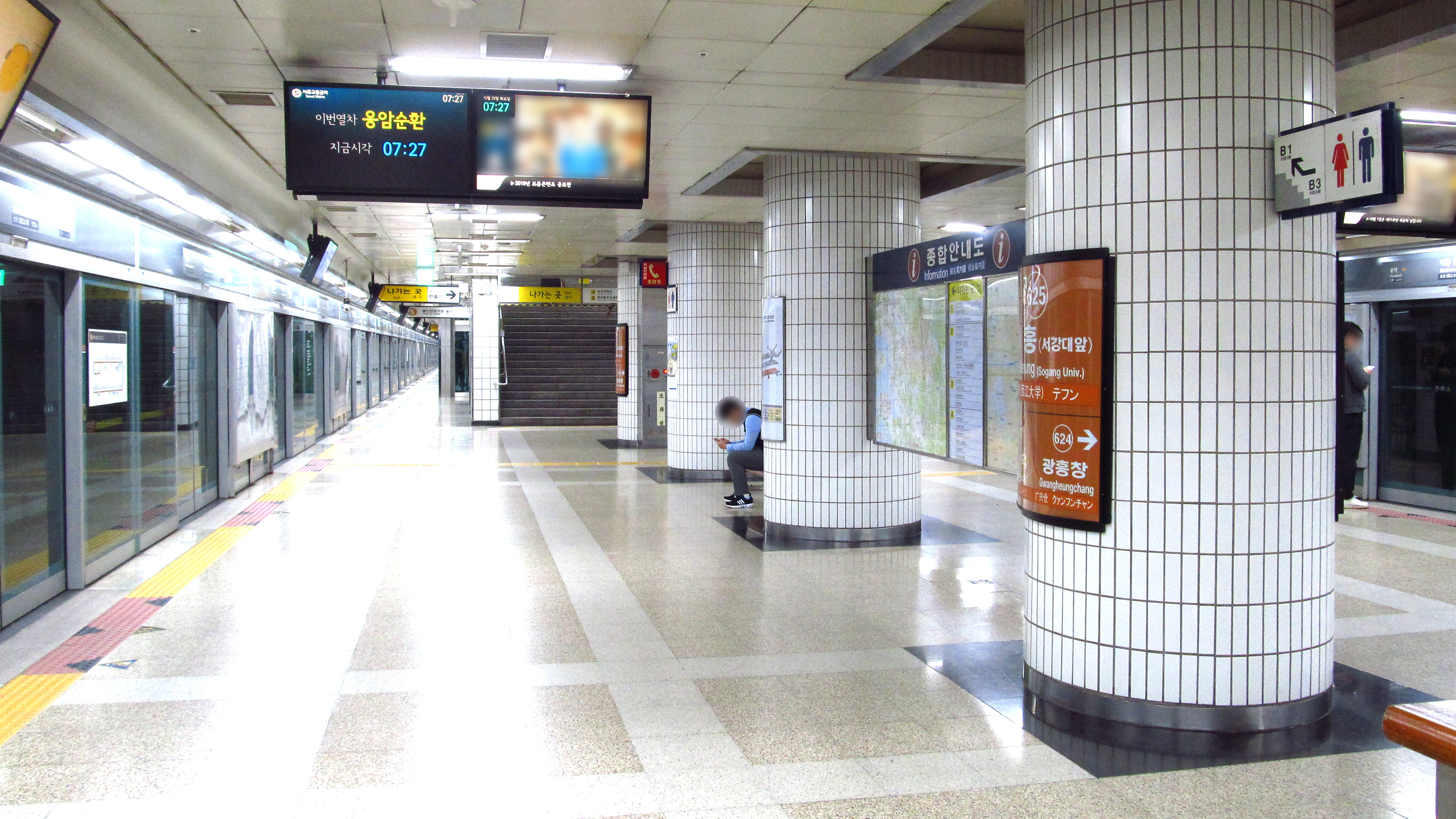
プラットホーム

島式ホーム1面2線の地下駅。出口は4番まである。

### のりば
案内上ののりば番号は設定されていない。
| 上り | 6号線 | 合井・デジタルメディアシティ・鷹岩方面 |
| 下り | 6号線 | 孔徳・孝昌公園前・三角地・新内方面     |

## 利用状況
近年の一日平均利用人員推移は下記のとおり。なお、2000年は開業日の12月15日から12月31日までの17日間の平均である。
| 路線  | 路線     | 2000年 | 2001年 | 2002年 | 2003年 | 2004年 | 2005年 | 2006年 | 2007年 | 2008年 | 2009年 | 出典  |
| ----- | -------- | ------ | ------ | ------ | ------ | ------ | ------ | ------ | ------ | ------ | ------ | ----- |
| 6号線 | 乗車人員 | 2,978  | 5,926  | 7,525  | 8,272  | 8,493  | 8,323  | 8,095  | 8,067  | 8,228  | 8,577  | [ 1 ] |
| 6号線 | 降車人員 | 2,859  | 6,198  | 7,893  | 8,695  | 8,780  | 8,620  | 8,382  | 8,376  | 8,601  | 9,044  | [ 1 ] |
| 6号線 | 乗降人員 | 2,859  | 6,198  | 7,893  | 8,695  | 8,780  | 8,620  | 8,382  | 8,376  | 8,601  | 9,044  | [ 1 ] |
| 路線  | 路線     | 2010年 | 2011年 | 2012年 | 2013年 | 2014年 | 2015年 |        |        |        |        | [ 1 ] |
| 6号線 | 乗車人員 | 8,764  | 8,618  | 8,882  | 8,830  | 9,010  | 8,712  |        |        |        |        | [ 1 ] |
| 6号線 | 降車人員 | 9,266  | 9,136  | 9,399  | 9,386  | 9,508  | 9,151  |        |        |        |        | [ 1 ] |
| 6号線 | 乗降人員 | 18,030 | 17,754 | 18,281 | 18,216 | 18,518 | 17,863 |        |        |        |        | [ 1 ] |

## 駅周辺
- 西江大学校
- 麻浦アートセンター（朝鮮語版）
- 東都中学校（朝鮮語版）
- ソウルデザイン高等学校（朝鮮語版）
- ソウル女子中学校（朝鮮語版）
- ソウル女子高等学校（朝鮮語版）
- ソウル龍江初等学校（朝鮮語版）
- 崇文中学校（朝鮮語版）
- 崇文高等学校（朝鮮語版）
- 韓国産業人力公団（朝鮮語版）
- ソウル鹽里初等学校（朝鮮語版）
- ソウル新石初等学校（朝鮮語版）

## 隣の駅
ソウル交通公社
 6号線
広興倉駅 (624) - 大興駅 (625) - 孔徳駅 (626)